# Клюшка (лякросс)
Стик (англ. stick, или lacrosse stick, также фр. crosse) для игры в лякросс, имеет три основные составные части :
- Головка стика — это обычно пластиковая верхняя часть стика, с помощью которой управляют мячом.
- Сетка. Это веревка, закрепленная внутри головки стика, известная также как шнуровка. Сетка помогает вам переносить, ловить и бросать мячи.
- Рукоятка. Традиционно рукоятки изготавливались из древесины, в настоящее время они сделаны из прочных металлических сплавов и имеют различный вес и прочность. За неё держутся игроки.

Стики разных игроков —  разной длины. Длина стиков нападающих должна составлять от 102 до 107 сантиметров, защитников —  от 132 до 183. Длина стика вратаря может быть разной (от 102 до 183 см.), но при этом его головка значительно шире, чем у стиков других игроков.

## Традиционный стик
Деревянный стик для лякросса обычно изготавливается из дерева гикори. Стик для лякросса получает свою форму посредством изгибания под воздействием пара. В верхней части головки и боковине (то есть сбоку головки стика) сверлятся отверстия, позволяющие переплетать нити, которые затем затвердевают, когда их погружают в смолу. Кожаные «бегунки» нанизываются от верхней части «головы» к «горлу» стика. Затем вплетается нейлоновая нить, чтобы создать карман.
Деревянная клюшка для лякросса берёт начало от создания этого вида спорта и до сих пор изготавливается мастерами по всему миру. Несмотря на то, что современные пластиковые стики для лякросса стали наиболее востребованным выбором для современных игроков в лякросс, традиционные деревянные стики для лякросса до сих пор широко используются вратарями по бокс-лякроссу, старшими и профессиональными игроками, а также женскими игроками в лякросс в поле. Деревянные стики по-прежнему разрешены по правилам Канадской ассоциации по лякроссу и NCAA, но на них распространяются те же правила по размеру, что и на современные лякроссные стики. Единственным исключением является Западная ассоциация по лякроссу, которая несколько лет назад запретила использование деревянных стиков игроками не-вратарями. Последним игроком WLA, который пользовался таким стиком, был A.J. Smith из Coquitlam Adanacs, в сезоне 2003-04, в виде дедушкиной оговорки.

## Современный женский стик
В женском лякроссе размеры стика похожи, за исключением того, что глубина кармана намного меньше. Правила NCAA требуют, что голова женской палочки может быть от семи до девяти дюймов в ширину (от 17,92 до 23,04 см), и должна быть подвешена традиционно, с карманом, образованным сеткой кожаных струн. Нейлоновые сетчатые струны, давно используемые в мужских стиках, только ограниченно разрешены в женских стиках; голова клюшки вратаря может быть до 12 дюймов (30,5 см) в ширину и разрешено использование нейлоновой сетки. Законная глубина кармана женской клюшки определяется следующим тестом: верхняя часть мяча для лякросса, когда он помещён в карман, должна оставаться выше верхнего края боковины. Женские стики могут быть длинной от 35,5 до 43,25 дюйма (от 90 до 110 см). 